# Centro Galego de Arte Contemporánea
El Centre Gallec d'Art Contemporani (Centro Galego de Arte Contemporánea, CGAC) és un centre artístic amb seu a Santiago de Compostel·la (Galícia) que té com a fi fomentar la cultura a Galícia mitjançant l'exhibició, gaudi i coneixement de les tendències i corrents de la creació artística contemporània.

## Història
El CGAC es va crear a l'empara de l'apartat 19 de l'article 27 de l'Estatut d'Autonomia de Galícia i mitjançant el Decret 308/1989. Va ser inaugurat el 1993, comptant amb programació estable des de 1995. La seva col·lecció d'art contemporani està composta pels fons de la Xunta de Galícia, els fons que va adquirir el propi centre, i els procedents de dipòsits o donacions. Destaca la seva inclusió d'obres d'artistes gallecs. Pertany en l'actualitat a l'estructura orgànica de la Conselleria de Cultura i Turisme de la Xunta de Galícia.

## Edifici
Va ser dissenyat per l'arquitecte portuguès Álvaro Siza entre 1988 i 1993, després de rebre l'encàrrec de l'administració gallega. L'edifici forma part d'una onada de museus que va tenir lloc a Espanya després de la fi de la dictadura, que para Josep María Montaner "significava recuperar el temps perdut en la creació d'infraestructures culturals".
Es troba en el límit de la ciutat monumental de Santiago de Compostel·la, en un espai en el qual comparteix veïnatge amb el convent de Santo Domingo de Bonaval, on es troba el Panteó de Galegs Il·lustres i el Museu do Pobo Galego. També la recuperació del Parc de San Domingos duta a terme conjuntament amb la urbanista i paisatgista gallega Isabel Aguirre, a l'espai contigu al Centre Galleg d'Art Contemporani, respecta la distribució de l'antiga horta del convent, amb la successió de terrasses, solució galaica a l'aprofitament del desnivell del terreny per a la utilització agrícola.